# Bartolomé Masó

Bartolomé Masó

Bartolomé de Jesús Masó Márquez (* 21. Dezember 1830 in Yara, Kuba; † 14. Juni 1907 in Manzanillo) war ein kubanischer Freiheitskämpfer für die Unabhängigkeit von der Kolonialmacht Spanien und letzter Präsident der Republik in Waffen.

## Leben

### Kindheit und Jugend
Bartolomé Masó wurde auf einem zum Gebiet von Yara gehörenden Bauernhof geboren. Später zog er mit seinen Eltern in die Küstenstadt Manzanillo. Sein Vater war Katalane, seine Mutter stammte aus Bayamo. Zur Schule ging er in ein Dominikanerkloster. Als Jugendlicher trieb er Handel und widmete sich in seiner Freizeit der Literatur und dichtete Verse. In Zeitungen und Zeitschriften von Santiago de Cuba, Manzanillo und Bayamo erschienen einige seiner Gedichte. 1851 protestierte er in einer Rede gegen die Hinrichtung von Narciso López auf der Garrotte. Seit diesem Ereignis stand er unter Beobachtung der kolonialen Behörden.

### Erste Kämpfe
Als im Jahre 1867 Carlos Manuel de Céspedes, Francisco Vicente Aguilera und andere damit begannen, sich zu verschwören und Wege in die Unabhängigkeit Kubas zu suchen, war Masó einer der ersten, der sich dieser Bewegung anschloss und ewige Treue dieser Sache schwor. So auch an jenem 10. Oktober 1868, als er den Moment für gekommen glaubte und mit seinen beiden Brüdern auszog, die Flagge der Rebellen im Gepäck. Er traf sich mit Céspedes auf dessen Hacienda La Demajagua und nahm am erfolglosen Aufstand von Yara (→ Ruf von Yara) teil. Er war bei dem Angriff und der Einnahme von Bayamo sowie an den Befreiungskämpfen in Jiguaní, Báguano, Rejondón, Bermeja und weiteren Orten beteiligt. In allen diesen Aktionen gab er unmissverständliche Beweise seines Mutes ab.
Kurz nach dem Tod von Céspedes wurde Masó zum Repräsentanten des Departamentos Oriente gewählt. Tomás Estrada Palma, gewählter Delegierter der Partido Revolucionario Cubano, benannte ihn nach dem Tod von José Martí zum Kriegssekretär. Später, Estrada Palma saß im Gefängnis, kehrte er zur Miliz zurück und nahm einen Platz bei der Armee ein. Die Einheiten von Manzanillo als Brigadegeneral befehligend, wurde er von den Ereignissen von Zanjón überrascht, und obwohl er in Yara kapitulierte, schwor er niemals den Ideen der Unabhängigkeit ab.
1879 wurde er zusammen mit den Obersten Ricardo und Ismael Céspedes ins Gefängnis gesperrt. Zuerst saß er im Castillo del Morro bei Santiago de Cuba ein, später im Castillo de Santa Catalina in Puerto Rico. Zuletzt wurde er dann in ein Gefängnis in Cádiz (Spanien) verlegt. Wieder in Freiheit gesetzt, besuchte er zunächst Barcelona, um dann später über Frankreich, England, die Schweiz und Italien reisend nach Kuba zurückzukehren.

### Unabhängigkeitskrieg
Der kubanische Unabhängigkeitskrieg begann am 24. Februar 1895. Auf Grund der schweren Erkrankung von Guillermo Moncada übertrug dieser Masó das Kommando für die Aufständischen im Oriente bis zur Ankunft der Generalmajore Antonio Maceo und Máximo Gómez. Der Kampf von Masós Einheiten begann in Bayate. Den Vorabend des 19. Mai 1895 verbrachte er zusammen mit José Martí, der am nächsten Tag in der Schlacht bei Dos Ríos fiel.
Im September 1895 wurde Masó von der Asamblea de Jimaguayú, der konstituierenden Versammlung der Revolutionäre in Jimaguayú, zum Vizepräsidenten der Republik in Waffen gewählt. Zwei Jahre später, am 30. Oktober 1897 tagte die Revolutionsregierung in La Yaya, wo Bartolomé Masó zum Präsidenten gewählt wurde. Dieses Amt hatte er bis zum 7. November 1898 inne.
Bei den Wahlen zur ersten Präsidentschaft der unabhängigen Republik Kuba 1901 trat er gegen Tomás Estrada Palma an, zog jedoch seine Kandidatur auf Druck der USA zurück, die sich durch den Verfassungszusatz Platt Amendment ein ständiges Interventionsrecht in der jungen Republik sicherten.
Bartolomé Masó starb am 14. Juni 1907 in Manzanillo. Seine sterblichen Überreste sind auf dem städtischen Friedhof begraben.